# Flagellaria gigantea
Flagellaria gigantea är en gräsväxtart som beskrevs av Joseph Dalton Hooker. Flagellaria gigantea ingår i släktet Flagellaria och familjen Flagellariaceae. Inga underarter finns listade i Catalogue of Life.